# Idi-ilum
Idi-ilum, Idi-El ali Idin-El (𒄿𒋾𒀭, i-ti-ilum) je bil od okoli 2090 do 2085 pr. n. št vojaški guverner (šakkanakku) mestne države Mari v severni Mezopotamiji, ki je nastala po razpadu Akadskega kraljestva. Bil je sodobnik Tretje urske dinastije in verjetno njen vazal.
Med izkopavanji kraljeve palače v Mariju pod vodstvom francoskega arheologa Andréja Parrota so odkrili njegov kip brez glave, izdelan iz lojevca. Na kipu je napis s posvetilom boginji Ištar (Inana). Kip je zdaj razstavljen v Muzeju Louvre v Parizu.
Napis na kipu se glasi:
"Idi-ilum, šakkanakku Marija, sem sam posvetil kip boginji Ištar. Tistemu, ki bo odstranil ta napis, naj boginja Ištar uniči njegovo potomstvo."
— Napis na Idi-ilumovem kipu

## Idi-ilumov kip
- Napis na prednji strani kipa (spodaj)
- Napis na hrbtni strani kipa (spodaj)
- Napis "Mari-ki" (Država Mari)
- Napis "Idi-ilum, šakkanakku Marija"